# The Unissued Johnny Cash
The Unissued Johnny Cash je kompilacija Johnnyja Casha, objavljena 1978. u izdanju Bear Family Recordsa. Album se sastoji isključivo od rijetkih ili neobjavljenih Cashovih materijala iz ranih dana u Columbiji. Prve četiri pjesme, sve snimljene u kolovozu 1958., izbačene su pjesme s albuma The Fabulous Johnny Cash, a pojavljuju se i na CD reizdanju tog albuma. Slično tome, snimka pjesme "The Fabble of Willie Brown" pojavljuje se na reizdanju albuma Ride This Train. Pjesma "I'll Be All Smiles Tonight" The Carter Family je neobjavljena pjesma s albuma Blood, Sweat and Tears.
"Viel Zu Spät" i "Wo Ist Zu Hause" su prepjevi Cashovih hit singlova na njemačkom. U to su vrijeme u Njemačkoj bile popularne "Don't Take Your Guns to Town" i druge country pjesme, pa je Columbia odlučila snimiti njemačke verzije singlova "I Got Stripes" i "Five Feet High and Rising".

## Popis pjesama
1. "Mama's Baby" (Cash) Snimljeno 8. kolovoza 1958.
2. "Fool's Hall of Fame" (Jerry Freeman/Danny Wolfe) Snimljeno 8. kolovoza 1958.
3. "Walking the Blues" (Cash/Robert Lunn) Snimljeno 8. kolovoza 1958.
4. "Cold Shoulder" (Helene Hudgins) Snimljeno 13. kolovoza 1958.
5. "Viel Zu Spät (I Got Stripes)" (Cash/Günter Loose) Snimljeno 25. listopada 1959.
6. "Wo Ist Zu Hause, Mama (Five Feet High and Rising)" (Cash/Joachim Relin) Snimljeno 25. listopada 1959.
7. "The Fable of Willie Brown" (Cash) Snimljeno 16. veljače 1960.
8. "The Losing Kind" (Cash) Snimljeno 9. svibnja 1960.
9. "So Do I" (Cash) Snimljeno 19. srpnja 1961.
10. "Shamrock Doesn't Grow in California" (Cash) Snimljeno 23. travnja 1961.
11. "Danger Zone" (Cash) Snimljeno 8. lipnja 1962.
12. "I'll Be All Smiles Tonight" (A.P. Carter) Snimljeno 22. kolovoza 1962.